# Tri-Tones
The Tri-Tones é uma banda estoniana de rockabilly formada em 2007.

## Integrantes
- Mari Laube – vocal e contrabaixo
- Artur Skrõpnik – guitarra e vocal
- Vilu Viirsalu – bateria e vocal